# Efraín Gómez Montón
Efraín Gómez Montón. Imaginero valenciano, nacido en Benaguacil (Valencia) el 8 de noviembre de 1924. Fallecido en la playa del Mareny de Barraquetes el 2 de agosto de 2008.

## Biografía
Llegó a la escultura muy joven al ver trabajar al escultor Pérez Gregorio, quien se refugió en Benaguacil, su pueblo, huyendo de la tragedia de la guerra. 
De estudiante, fue aprendiz del escultor Royo Rabasa, y luego discípulo del gran maestro Enrique Galarza, cuyo taller y estilo continuó.
Además de artística, su formación también fue académica, llegando a licenciarse en Bellas Artes por la Escuela Superior San Carlos de Valencia.

## Obra
A lo largo de su carrera ha trabajado fundamentalmente la imaginería religiosa. Entre sus obras se pueden destacar las siguientes:
- Jesús en la Cruz (Abarán, Murcia. 2003)
- San José (Santuario de la Virgen de la Cueva Santa, Altura, Castellón).
- Santa Cena (Vitoria)
- Beso de Judas (Vitoria)
- Entrada de Jesús en Jerusalén (Gandía, Valencia) https://web.archive.org/web/20120620172009/http://blog.semanasantagandia.com/?page_id=378
- Virgen de la Piedad (Alcudia, Mallorca)
- Retablo de la iglesia antigua (Benidorm, Alicante)
- Entrada de Jesús en Jerusalén (Sigüenza, Guadalajara)
- Cristo de la Providencia (Andújar, Jaén)
- Oración del Huerto (Alcázar de San Juan, Ciudad Real)
- Cristo de Medinaceli (Totana, Murcia)
- Santa Mujer Veronica (Abaran, Murcia. 1963)
- Descendimiento (Abarán, Murcia. 1963)
- Virgen de la Amargura (Cofradía Marraja, Cartagena 1964)
- Virgen de los Desamparados (Burriana, Castellón. 1982)

Grupo del Descendimiento realizado para Abarán (Murcia) Archivado el 6 de septiembre de 2018 en Wayback Machine.
Jesús en el Monte Calvario realizado para Abarán (Murcia) Archivado el 6 de septiembre de 2018 en Wayback Machine.
Grupo del Descendimiento realizado para Abarán (Murcia) Archivado el 6 de septiembre de 2018 en Wayback Machine.
Jesús en el Monte Calvario realizado para Abarán (Murcia) Archivado el 6 de septiembre de 2018 en Wayback Machine.